# Provincia de Mayabeque
Mayabeque es una de las 15 provincias de la República de Cuba, surgida el 1 de agosto de 2010, cuando la Asamblea Nacional del Poder Popular de Cuba, acordó modificar la Ley n.º 1304 de 1976 sobre la “División Político Administrativa”, aprobando la creación de las provincias de Mayabeque y Artemisa a partir de la segmentación de la antigua provincia de La Habana. El nombre proviene del Río Mayabeque y de la playa del mismo nombre en la costa sur (para más detalles de la etimología de este nombre indígena véase el artículo sobre el río homónimo). La capital de la provincia de Mayabeque es la ciudad de San José de las Lajas.
La Provincia Mayabeque es la más pequeña del país con la excepción de la ciudad de La Habana y la de menor población. También San José de las Lajas es la capital provincial menos poblada de Cuba. La provincia, limita al este con Matanzas, al sur con el Golfo de Batabanó, al norte con el estrecho de la Florida y La Habana y al oeste con la Provincia de Artemisa.

## Municipios
| Municipio             | km²     | Población | Pob/km² |
| --------------------- | ------- | --------- | ------- |
| Bejucal               | 116,36  | 26.966    | 231,7   |
| San José de las Lajas | 593,7   | 82.342    | 138,93  |
| Jaruco                | 275,9   | 25.135    | 91,1    |
| Santa Cruz del Norte  | 380,3   | 34.216    | 90,2    |
| Madruga               | 465,6   | 29.805    | 64,9    |
| Nueva Paz             | 524,8   | 25.471    | 48,7    |
| San Nicolás de Bari   | 229,5   | 20.695    | 90,4    |
| Güines                | 434,9   | 67.919    | 156,8   |
| Melena del Sur        | 231,8   | 20.646    | 88,4    |
| Batabanó              | 251,8   | 26.944    | 102,3   |
| Quivicán              | 240,1   | 29.463    | 129,7   |
| Total                 | 3.743,8 | 381.446   | 102,2   |

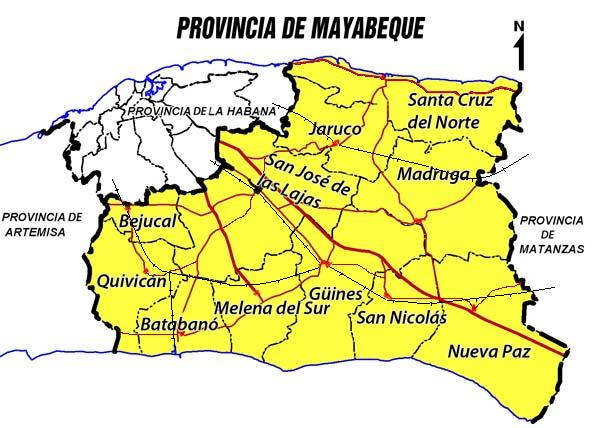
Mapa de la Provincia Mayabeque.

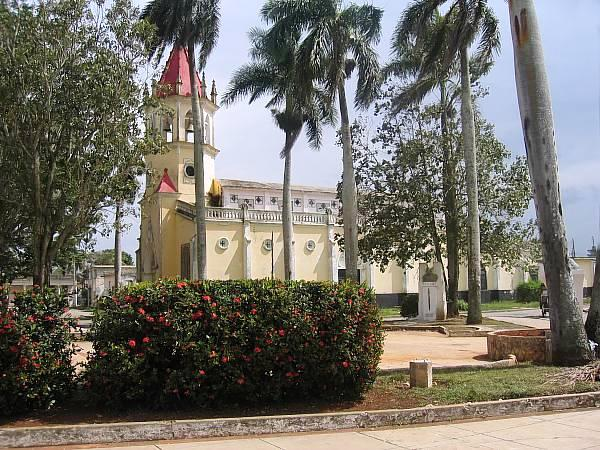
Iglesia católica de San José de las Lajas.

Las ciudades de mayor población son San José de las Lajas (40 524 hab., año 2020) y Güines (40 855 hab; año 2012). 
(Véase lista de ciudades y pueblos de Mayabeque). El territorio de la provincia comprende 43.1 km² de cayos en Golfo de Batabanó que se adjudican a ese municipio (la totalidad de los que antes pertenecían a la Provincia de La Habana).
Fuentes: Oficina Nacional de Estadísticas e Información

## Ordenamiento territorial
En la primera mitad del siglo XIX, la mayor parte del territorio actualmente comprendido en la Provincia de Mayabeque pertenecía a las Tenencias de Gobierno (o Jurisdicciones, primer tipo de división territorial del país) de Güines, de Jaruco y de Bejucal. A partir de la creación de las provincias en Cuba en 1879, el territorio de los 11 municipios que actualmente conforman la provincia de Mayabeque fue incluido en la antigua provincia de La Habana. 

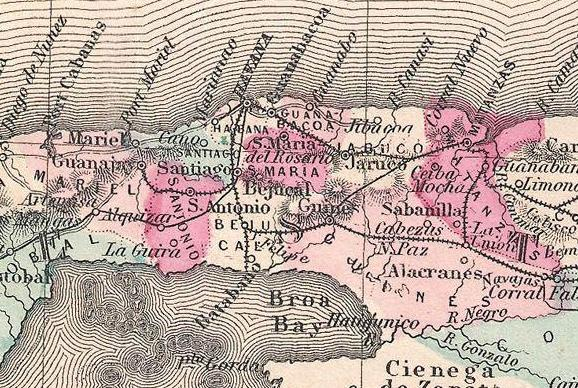
Mapa de las Jurisdicciones en el territorio de La Habana en 1862. Se muestran las Jurisdicciones de Güines, Bejucal y Jaruco. San José de las Lajas pertenecía entonces a la Jurisdicción de Santa María del Rosario

El antecedente directo de una organización territorial con el nombre de Mayabeque data de 1963 cuando surgieron los Regionales como eslabón intermedio entre los municipios y las provincias. El Regional Mayabeque estuvo conformado por los municipios Melena del Sur, Osvaldo Sánchez y Catalina de Güines (ambos actualmente pertenecientes a Güines), San Nicolás de Bari, Madruga (sin Aguacate), Nueva Paz y Palos (actualmente parte de Nueva Paz), con cabecera en Güines.
Por otra parte, el Regional San José comprendía los municipios de San Antonio de las Vegas (después absorbido por San José), Aguacate (actualmente parte de Madruga), Jaruco, San Antonio-Caraballo (Jaruco), Santa Cruz del Norte, y cabecera en San José de las Lajas. También formaron parte del Regional San José los municipios de Managua-Cuatro Caminos (antiguamente pertenecientes a San José o a Santa María del Rosario) y Campo Florido que incluía los barrios de Minas y Barreras, antes parte de Guanabacoa.
A partir de 1970 se reorganiza el territorio de La Habana Interior en 7 regionales, de ellos 4 corresponden al actual territorio de la provincia de Mayabeque: San José, Mayabeque, Quivicán (que incluyó los municipios de Quivicán, Batabanó, La Salud y Bejucal, desgajados del regional Ariguanabo) y Camilo Cienfuegos que agrupó a Jaruco, Santa Cruz del Norte, Aguacate y Madruga, además del municipio de Arcos de Canasí incorporado desde la vecina provincia de Matanzas.

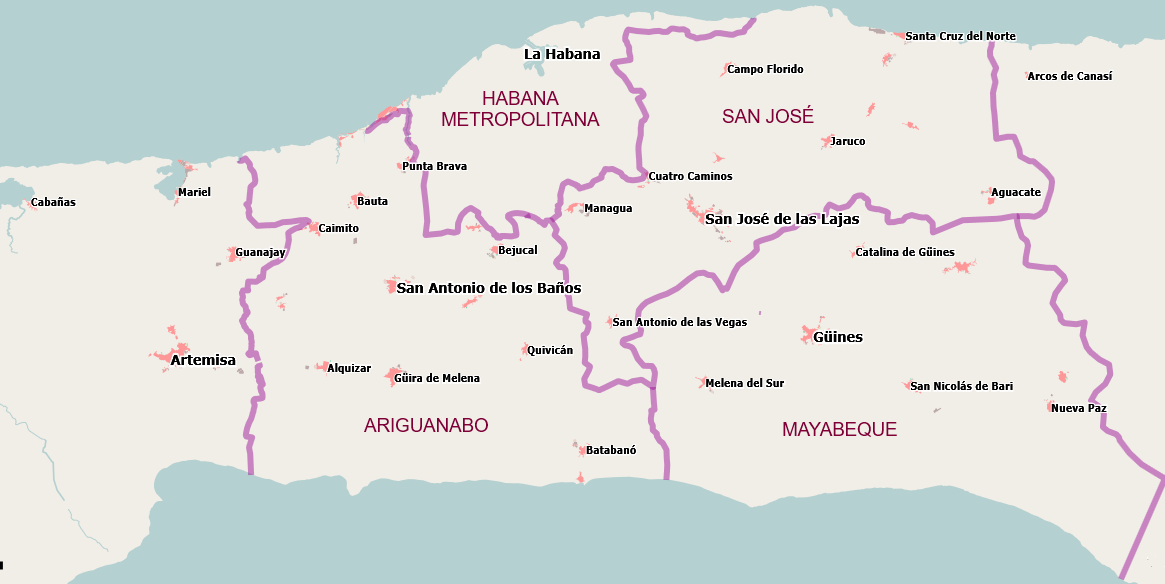
División en regionales de la provincia de La Habana en 1963, surgimiento del regional Mayabeque.

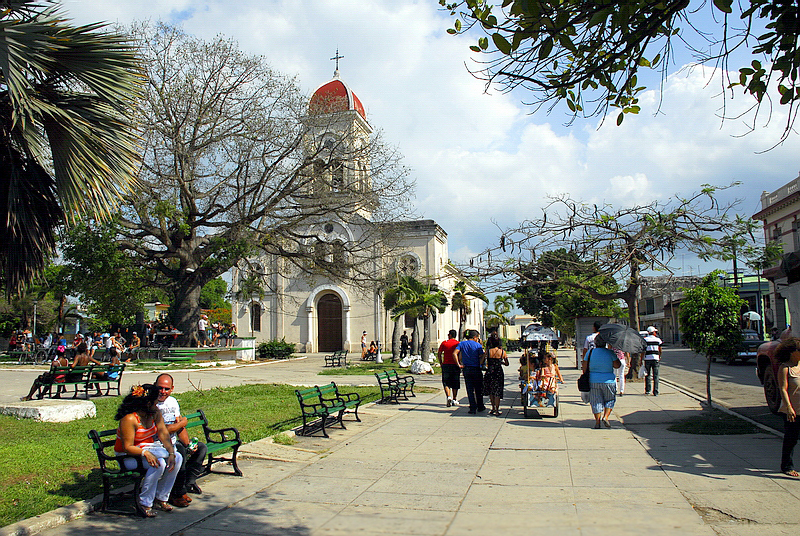
Parque Central de Güines

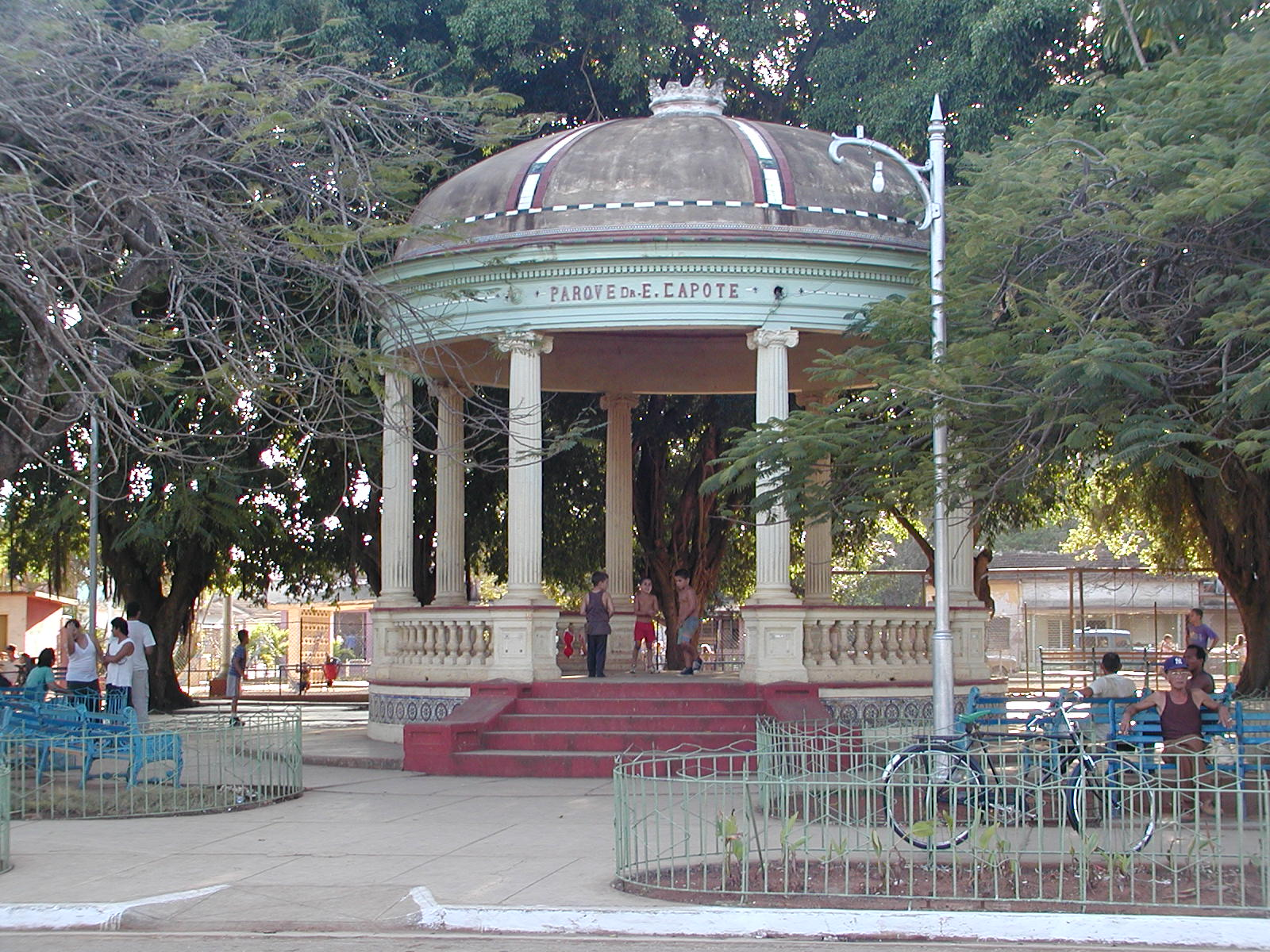
Glorieta en el Parque de Quivicán.

Con la División Político Administrativa (DPA) de 1976 que creó la Provincia de Ciudad de La Habana, los poblados de Cuatro Caminos, Campo Florido y Managua pasaron a la misma, el primero al municipio Cotorro, el segundo a Habana del Este, mientras que Minas y Barreras fueron devueltos a Guanabacoa dentro de esa provincia. El poblado de Managua se integró en Arroyo Naranjo, también en la Ciudad de La Habana. Esta DPA abolió los Regionales y redujo los municipios tomando como límite inferior 20 000 habitantes, aboliendo incluso los municipios históricos de San Antonio de las Vegas, La Salud y Aguacate que databan de 1879. 
De 1976 a 2010, la extinta provincia de La Habana fue la única que no tuvo una cabecera provincial en su territorio —sus entidades de dirección y la mayor parte de las instituciones provinciales se localizaban en la capital del país—, además de contar con 19 municipios, la de mayor cantidad en Cuba. También fue la segunda provincia cubana de más rápido crecimiento poblacional relativo en el período 1976-2010 (30,9%), solo detrás de Ciego de Ávila. Estas razones, junto a otras de funcionalidad y tomando en cuenta su configuración geográfica peculiar, alargada, con la ciudad de La Habana en su centro, condicionaron su división en dos nuevas provincias.

## Historia

### Etapa fundacional
En el territorio se encontró el primer sitio fundacional de la villa de San Cristóbal de La Habana en 1514, trasladada posteriormente a la costa norte al puerto de Carenas (Bahía de La Habana) en 1519. El sitio primigenio se encontraría cerca de la desembocadura del antiguo curso del río Mayabeque en la playa del mismo nombre (Melena del Sur, según aparece inscrito en el escudo de ese municipio); o de acuerdo a otros historiadores, en las márgenes de este río, por entonces navegable, a una decena de kilómetros de la costa, ya en la llanura fértil, fuera de la franja pantanosa, cerca del sitio aborigen de Yamaraguas o en Yabuena (toponímico que alude a la presencia de la yerba Yabú, común en las sabanas cubanas). Se cree que uno de los sitios más probables sea el centro del antiguo Hato de San Pedro de Mayabeque, establecido en 1559 (actualmente en el borde entre los municipios Melena del Sur y Güines. Geolocalización: 22°43′2.6″N 82°5′55.8″O / 22.717389, -82.098833). Desde este puerto sureño partiría la expedición de Hernán Cortés para la conquista de México. A pesar del traslado de la villa a la costa norte, en esta región, perduró en parte el poblamiento original de españoles y mestizos en haciendas y asentamientos. Todavía entre 1743 y 1761, el poblado de Güines junto al Mayabeque (el nombre de Güines derivaría de Güinicajinal, nombre aborigen del río en esa zona) se conocía por el nombre de San Cristóbal de los Güines.

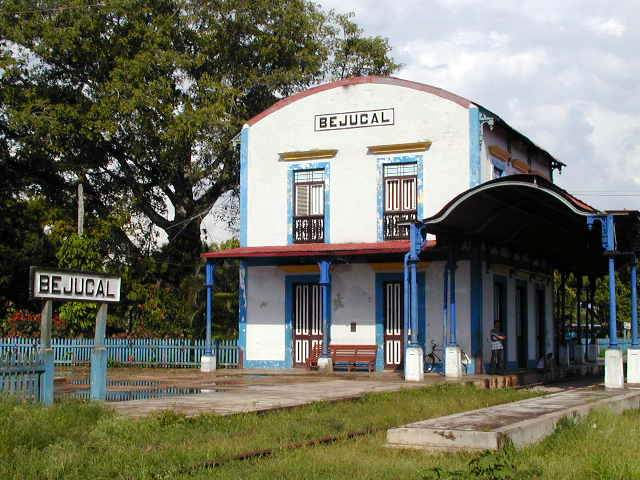
Estación de Ferrocarril de Bejucal

La primera población establecida en el territorio, que perdura hasta la actualidad, es Batabanó (hato mercedado en 1559, poblado fundado oficialmente en 1688). Batabanó cumplía las funciones de puerto sur de la villa de La Habana para la navegación de cabotaje hacia las villas del sur y oriente del país. En el siglo XVIII surgen las villas de Güines (parroquia en 1690, villa en 1769), Bejucal (ciudad, 1714) y Quivicán (1700)-ambas en la ruta entre La Habana y Batabanó-, Jaruco (asentamiento desde 1635, ciudad condal por título real en 1768), Melena del Sur (1768)y San José de las Lajas (1778). Ya en el siglo XIX se fundan Santa Cruz del Norte (1800), Nueva Paz (1802), Madruga (1803) y San Nicolás (1827).
El crecimiento de la importante villa de Güines, surcada por el río Mayabeque, estuvo asociado con la prosperidad de la industria azucarera. Aquí se construyó el primer ingenio azucarero movido con energía hidráulica: el Ingenio Alejandría, cuyas ruinas son en la actualidad Monumento Nacional. En 1837 se construye el primer ferrocarril de Cuba y Latinoamérica entre La Habana y Bejucal, completado hasta Güines en 1839, adelantándose en 6 años a la misma metrópoli. Cuba fue el séptimo país en el mundo con contar con Ferrocarril. Esta vía férrea fue extendida hasta el puerto (surgidero) de Batabanó en 1843 y posibilitó la transportación de azúcar desde el valle de Güines hacia La Habana facilitando su exportación. (véase Ferrocarriles de Cuba). En Bejucal se conserva la estación de ese período, aun en funcionamiento, en la cual radica actualmente un museo.

### Participación en la Guerra de Independencia
El territorio fue escenario importante de la Guerra de Independencia de 1895-1898 encabezada por Máximo Gómez y Antonio Maceo, que llevaron a cabo la invasión a occidente. El 1.º de enero de 1896 la invasión ingresó a la antigua provincia de La Habana por el municipio de Nueva Paz. Entre las decenas de combates librados en el territorio, donde España concentraba el grueso de sus fuerzas, se destacan la toma y quema de Jaruco, la toma de Batabanó y el combate de Moralitos (San José de las Lajas) en febrero de 1896, el más grande y sangriento en La Habana, única vez donde Gómez y Maceo pelearon juntos en este territorio, para burlar un gran cerco de fuerzas enemigas. En ese lugar se erige actualmente un monumento. Los mambises caídos en este combate están sepultados en la Loma de la Gloria (Madruga).

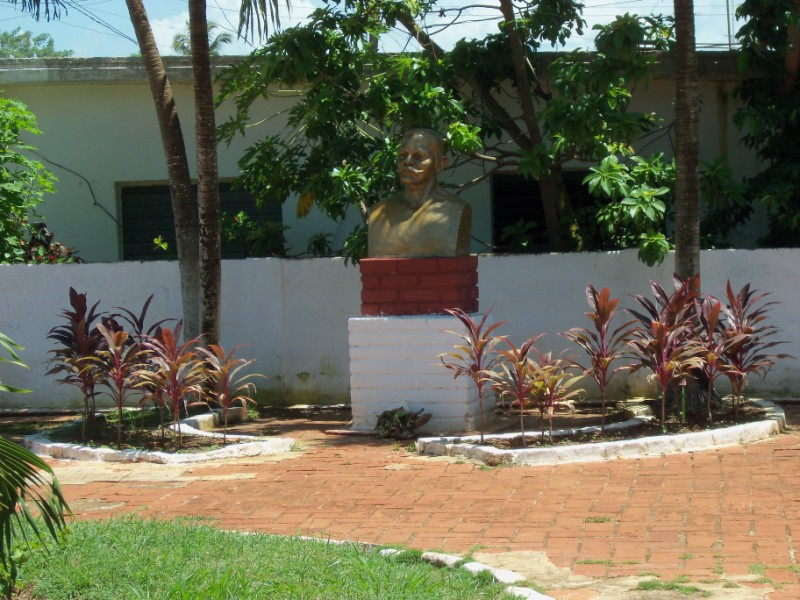
Monumento a Antonio Maceo en el Parque del mismo nombre ubicado en Melena del Sur

Durante la campaña en La Habana menos de cuatro mil mambises guiados por Gómez y Maceo se enfrentaron exitosamente a más de 30 mil hombres del ejército español. La guerra nacional fue una realidad de La Habana; nació el 5.º. Cuerpo del Ejército Libertador (que tuvo su principal centro de operaciones en las alturas de Jaruco) y la zafra azucarera estuvo paralizada durante todo un año. Una larga lista de jóvenes habaneros asumió, junto a los veteranos orientales, el curso de la revolución independentista en la región y la destrucción de las riquezas económicas, con las cuales España financiaba la guerra.

### Revolución Cubana de 1959
Varios jóvenes del territorio (de Nueva Paz, San Nicolás, Güines, San José) participaron el Asalto al cuartel Moncada en Santiago de Cuba el 26 de julio de 1953, hecho que se considera el inicio de la Revolución Cubana liderada por Fidel Castro. 
Entre los que murieron asesinados se encuentra Raúl Gómez García (1928-1953), llamado el poeta de la Generación del Centenario, periodista y cercano colaborador de Fidel Castro, autor del Manifiesto del Moncada y del poema “Ya estamos en combate”, quien creciera en Güines. Fincas en Catalina de Güines y Nueva Paz (Santa Elena) sirvieron de lugares de entrenamiento y reunión para el movimiento.
Durante la campaña de alfabetización, realizada en 1961, Melena del Sur se declaró el primer territorio libre de Analfabetismo del país.
El popular estadio de béisbol de San José de las Lajas (sede del equipo Mayabeque) lleva el nombre de Nelson Fernández, el combatiente más joven (solo 14 años) caído en los combates durante la invasión de Playa Girón en abril de 1961.
Durante la llamada Crisis de los Misiles (o Crisis de Octubre) en 1962, el Estado Mayor de la Agrupación de tropas soviéticas y el almacén central con las cabezas nucleares radicó en Bejucal.

## Geografía

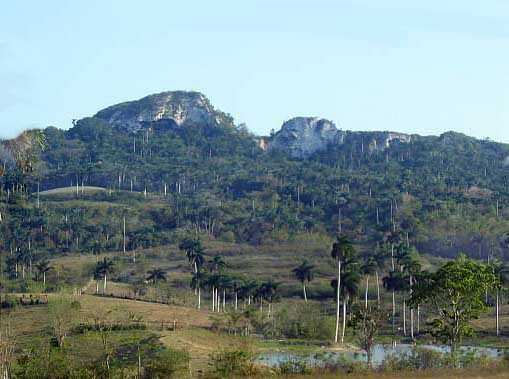
Escaleras de Jaruco.

El territorio consta primeramente de la llanura meridional cársica de fértiles suelos rojos ferralíticos (conocidos popularmente como “tierra colorada”) con importante irrigación subterránea que se emplean para el abasto de agua a la población de la provincia y la capital del país (cuenca sur en Quivicán, cuenca del Gato en Güines). Al centro y norte se encuentran cordilleras de escasa elevación: las Alturas de Bejucal-Madruga-Coliseo y las Alturas de Habana-Matanzas, que transcurren casi paralelamente de este a oeste. Entre ambas sierras se encuentra un valle de anchura variable (estrecho en San José de las Lajas y amplio en Bainoa, cuenca superior del Mayabeque), también con extenso uso agrícola. El valle se une en su extremo oriental con el valle del Río San Juan que desemboca en la Bahía de Matanzas. Las mayores alturas son la Loma del Grillo (321 m), en las Alturas de Bejucal-Madruga-Coliseo y El Palenque (331 m) en las Alturas de Habana-Matanzas, elevación vecina del conocido Pan de Matanzas. Una cadena de elevaciones menores bordea la costa norte en la cual aparecen varias abras, por las cuales desembocan los ríos. La más conocida es el abra de Bacunayagua, la cual es cruzada por el puente del mismo nombre que une a la provincia con la vecina Matanzas. Este es el puente de mayor altura del país. El singular paisaje de las Escaleras de Jaruco en las Alturas de Habana-Matanzas constituye uno de los valores turísticos de la zona. Tanto en las alturas, como en los valles son comunes las manifestaciones cársicas, como cavernas, furnias, embudos cársicos y sumideros.

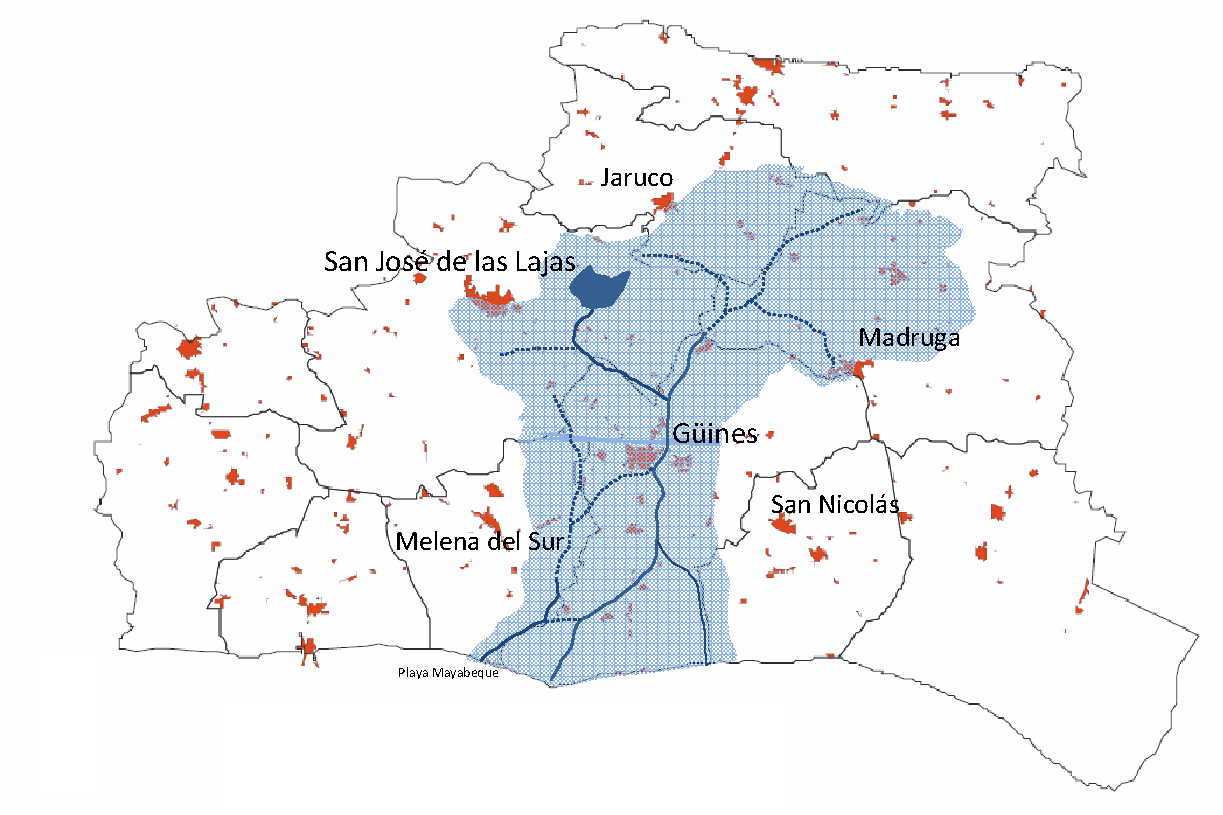
Cuenca del Río Mayabeque, sus afluentes y efluentes.

El río de mayor importancia es el Mayabeque con una extensión total de 53 km desde sus fuentes remotas en las alturas de Jaruco. La cuenca del río abarca 984 km² (26% del área de la provincia) con numerosos afluentes y efluentes, entre los que se encuentra el "Antiguo Mayabeque" que desemboca en la Playa Mayabeque (Melena del Sur) de donde el Río recibió su nombre actual (los indios lo denominaban Onicajinal o Güinicajinal). La cuenca comprende áreas de 6 municipios: Jaruco, San José, Madruga, Güines, San Nicolás de Bari y Melena del Sur. Desde el siglo XIX una red de canales aprovecha sus aguas para el regadío (Comunidad de Regantes de Güines). En la actualidad, con la construcción de los embalses de Mampostón (en la cuenca superior del afluente de igual nombre) y Pedroso (en el mismo curso del Mayabeque), se ha hecho posible emplear sus aguas para la irrigación de 28 000 hectáreas de tierras cultivables del sur de la provincia, mediante el canal magistral Pedroso-Güira de 60 km de largo, que atraviesa áreas de los municipios Guines, Melena del Sur, Batabanó, Quivicán y Güira de Melena esta última en la Provincia Artemisa. Antes de la construcción de este conjunto, en temporada de lluvias (de mayo a octubre), se escurrían anualmente al Golfo de Batabanó por el cauce del Mayabeque, algo más de 230 millones de metros cúbicos de agua.

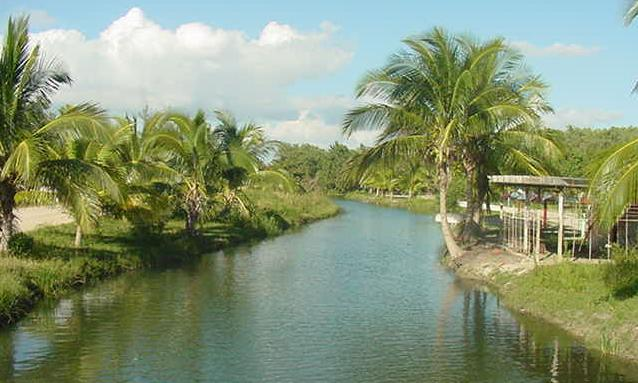
Vista del Antiguo Mayabeque en Melena del Sur

Otra obra hidráulica de envergadura es el embalse Caunavaco (80 millones de m³) en la cuenca del Río San Agustín-Río San Juan, con un canal de 43 km que une el mismo con el complejo Pedroso-Mampostón y que permite el trasvase de agua de la cuenca del río San Juan (Matanzas) hacia la capital y hacia el canal Pedroso-Güira.
Los ríos de la vertiente norte son cortos, los más notables son Jaruco (que desemboca en un amplio estuario: Boca de Jaruco), Jibacoa y Canasí, todos con embalses en sus cursos superiores. El extremo noroeste de la provincia (norte de San José y Bejucal) desagua hacia el río Almendares y hacia la cuenca del Ariguanabo, respectivamente.
La costa norte es alta y rocosa (con “diente de perro”) y algunas playas aisladas en la zona de Jibacoa, mientras que la costa sur es muy baja y pantanosa con áreas de manglares. Hacia el oriente (Nueva Paz) la ciénaga costera se ensancha confundiéndose con la Ciénaga de Zapata en la vecina provincia de Matanzas.
El territorio se distingue por sus bajas temperaturas en el invierno tropical de la isla (diciembre-marzo) que llegan en ocasiones a valores menores a los 10 °C en la llanura roja sur y aún menores en el valle de Bainoa situado a unos 100 m sobre el nivel del mar. En este poblado del municipio Jaruco se ha registrado el récord de temperatura mínima en el país: 0,6 °C en 1996.

## Demografía
La población total de la provincia es de 376 825 habitantes en 2012, lo que representa el 3.4% del país, con una densidad de población de 102.2 hab/km² La densidad es bastante homogénea en todo el territorio decreciendo solo en la franja pantanosa cerca de la costa sur. El municipio de mayor densidad poblacional es Bejucal (233 hab/km²), y el de menor Nueva Paz (48.4) en el extremo sureste, limítrofe con la Ciénaga de Zapata.
El 73.5 % de la población se considera urbana según la definición de la Oficina Nacional de Estadísticas de Cuba. El municipio más urbanizado es Batabanó (80.7%) y el menos urbanizado es Santa Cruz del Norte (68.2%). Hay 285 asentamientos poblacionales, de ellos 59 de carácter urbano, incluyendo 2 ciudades de más de 20 000 habitantes y 5 entre de 10 y 20 mil habitantes (10 mil es el límite que responde a la definición de ciudad, más extendida internacionalmente). El 37.5% de la población vive en ciudades de más de 10 000 hab. La cifra se eleva a 45.1% si se incluyen todas las cabeceras municipales.

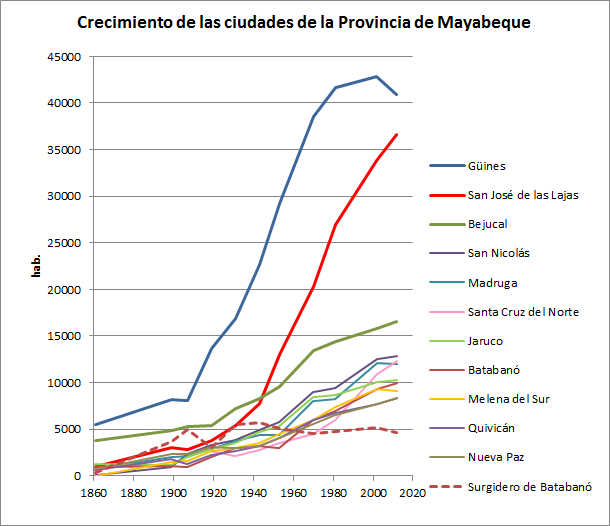
Crecimiento poblacional de las ciudades de la Provincia de Mayabeque

La ciudad más poblada en 2012 era Güines (40 855 hab; año 2012) seguida por San José de las Lajas (40 524 hab., año 2020), que es la de mayor extensión con 6.02 km². La ciudad de Güines ha constituido históricamente el mayor centro urbano de este territorio; sin embargo, en los últimos 20 años su crecimiento se ha estancado y comenzado a decrecer; mientras que San José lo mantiene. De sostenerse la tendencia actual, San José le daría alcance antes del 2025. Probablemente ocurra antes, teniendo en cuenta la designación de San José como capital provincial y el previsible crecimiento poblacional asociado a esta condición.
En 2010, la Tasa de crecimiento demográfico de la provincia fue prácticamente nula. La Tasa de natalidad fue de 10.5 por 1000 habitantes con una Tasa bruta de reproducción de 0.77 hijas por mujer, ambos valores cercanos pero inferiores a la media nacional. La Tasa de mortalidad infantil fue de solo 5.7 con una Esperanza de vida al nacer de 77.35 años (79.52 para las mujeres y 75.38 para los hombres). La estructura etaria muestra una prevalencia de los grupos entre 35 y 49 años. La población de más de 60 años constituye el 18.2%.

## Economía
La economía de la nueva provincia es de carácter agroindustrial. En el sector agropecuario hay grandes potencialidades en la ganadería vacuna y la producción lechera. En particular, grandes extensiones con relieve ondulado de los municipios San José, Bejucal, Güines, Madruga, Jaruco y Santa Cruz del Norte se dedican predominantemente a la ganadería lechera. Los cultivos de caña, plátanos, papa (patata), boniato (batata), tomate, frijoles, maíz y otras viandas y vegetales predominan en las llanuras, especialmente en la llanura roja del sur con los suelos más productivos (municipios de Quivicán, Batabanó, Melena del Sur, Güines, San Nicolás y Nueva Paz; y también en el valle de Bainoa (Jaruco y Madruga). Se cultiva arroz en menor escala en las zonas cercanas a la costa sur.
La actividad pesquera se centra en el Surgidero de Batabanó en la costa sur, base de la flota pesquera del Golfo de Batabanó, teniendo como principal rubro exportable la langosta. También se practica la acuicultura los embalses, entre ellos, el mayor, Mampostón en San José.

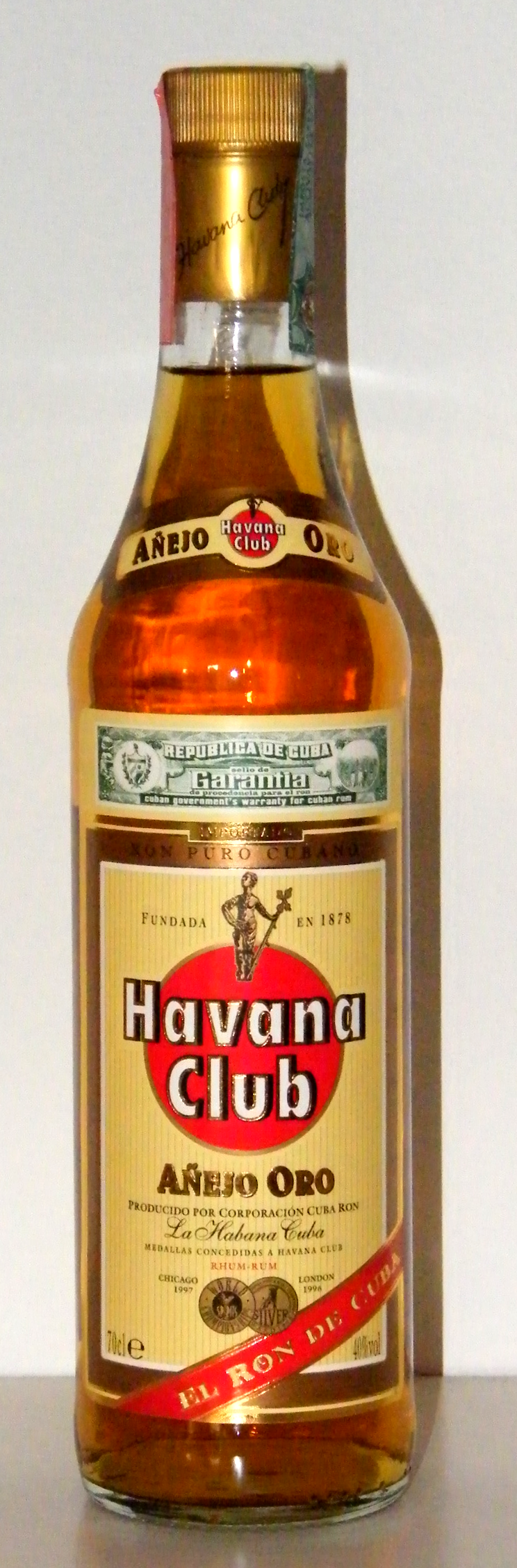
Ron Havana Club

Es también una región de alto potencial industrial muy diversificado, particularmente en el eje alrededor de la Carretera Central y la Autopista Nacional en el municipio San José de las Lajas, con industrias de materiales de construcción (Cerámica blanca, mezcla asfáltica y extracción de áridos en San José, ladrillos refractarios en Güines, cerámica en Santa Cruz del Norte, herrajes y galvanización en Nueva Paz), industria química (goma y pintura en San José), alimentaria (lácteos y pastas en San José; refrescos en Santa Cruz del Norte, pescado, mariscos en Batabanó, conservas en Güines, Batabanó y Quivicán; y productos cárnicos en Nueva Paz), metalúrgica y electromecánica (aluminio, cables eléctricos y telefónicos en San José), farmacéutica (vacunas y biofármacos en Bejucal), confecciones textiles (Güines, Jaruco, Bejucal, Quivicán), elaboración de tabaco (Quivicán), industria del mueble (Batabanó) y producción de papel y celulosa (Quivicán). Se destaca la extracción petrolera y gasífera a lo largo de la costa norte (Santa Cruz del Norte) y la generación de energía en ese municipio con una planta termoléctrica y dos plantas de generación a partir de gas acompañante (ENERGAS) que colocan a la provincia en los primeros lugares en esa rama, en el país. La industria azucarera ha decaído con el cierre de 7 de los 10 centrales con que contaba el territorio. No obstante, se mantienen funcionando los centrales Héctor Molina (el de mayor capacidad, en San Nicolás), Boris Luis Santa Coloma (Madruga) y Comandante Fajardo (Quivicán). Es muy importante también la producción de ron en Santa Cruz del Norte y una nueva planta en San José, ambos de la marca Havana Club.

## Transporte

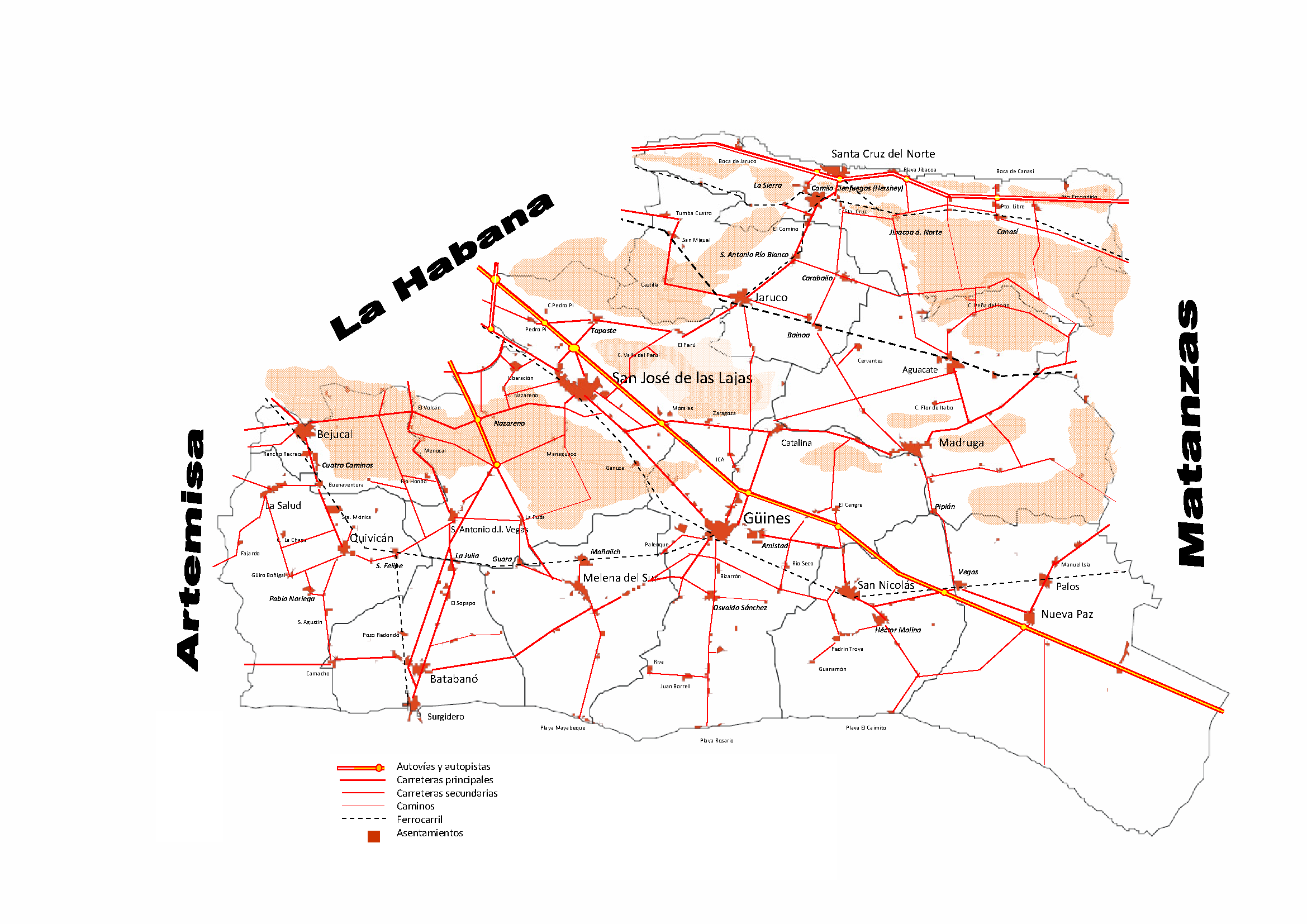
Mapa de carreteras de la Provincia de Mayabeque

La Provincia Mayabeque cuenta con una densa red de carreteras y es atravesada por las principales vías del país. Cuenta con 767 km de vías de interés nacional, incluyendo 101 km de autopistas y 46 km de otras vías expresas multicarriles. La densidad de vías de interés nacional es de 205 m de vía por cada km² de superficie, la más alta del país después de La Habana.
La Autopista Nacional sirve como principal eje vial noroeste-sureste, atravesando 4 municipios. Sirve a la comunicación de Nueva Paz, San Nicolás y Güines con La Habana y con la capital provincial de San José de las Lajas. La Carretera Central atraviesa la ciudad de San José y prosigue hacia Madruga y Matanzas. Los municipios de Batabanó y Melena del Sur, así como el poblado de San Antonio de Las Vegas se sirven de la autopista Habana-Melena y sus ramales para la comunicación rápida con la capital y parcialmente con San José. La carretera San José-Bejucal que transcurre sobre las elevaciones de la cadena Bejucal-Madruga-Coliseo sirve de eje vial; hacia el occidente conectando a Bejucal y Quivicán con San José y prosigue hacia occidente hasta San Antonio de los Baños (Provincia Artemisa). Los municipios norteños de Santa Cruz del Norte y Jaruco se comunican con San José mediante la carretera Santa Cruz-Jaruco-Tapaste-San José. La Vía Blanca (autovía de 4 sendas) transcurre a lo largo de la costa norte atravesando el municipio de Santa Cruz, sirviendo a la comunicación expresa del mismo con las ciudades de La Habana y Matanzas. El Circuito Sur que proviene de Artemisa, comunica el puerto de Batabanó con Melena del Sur, Güines, San Nicolás y Nueva Paz y prosigue hacia Unión de Reyes en Matanzas.

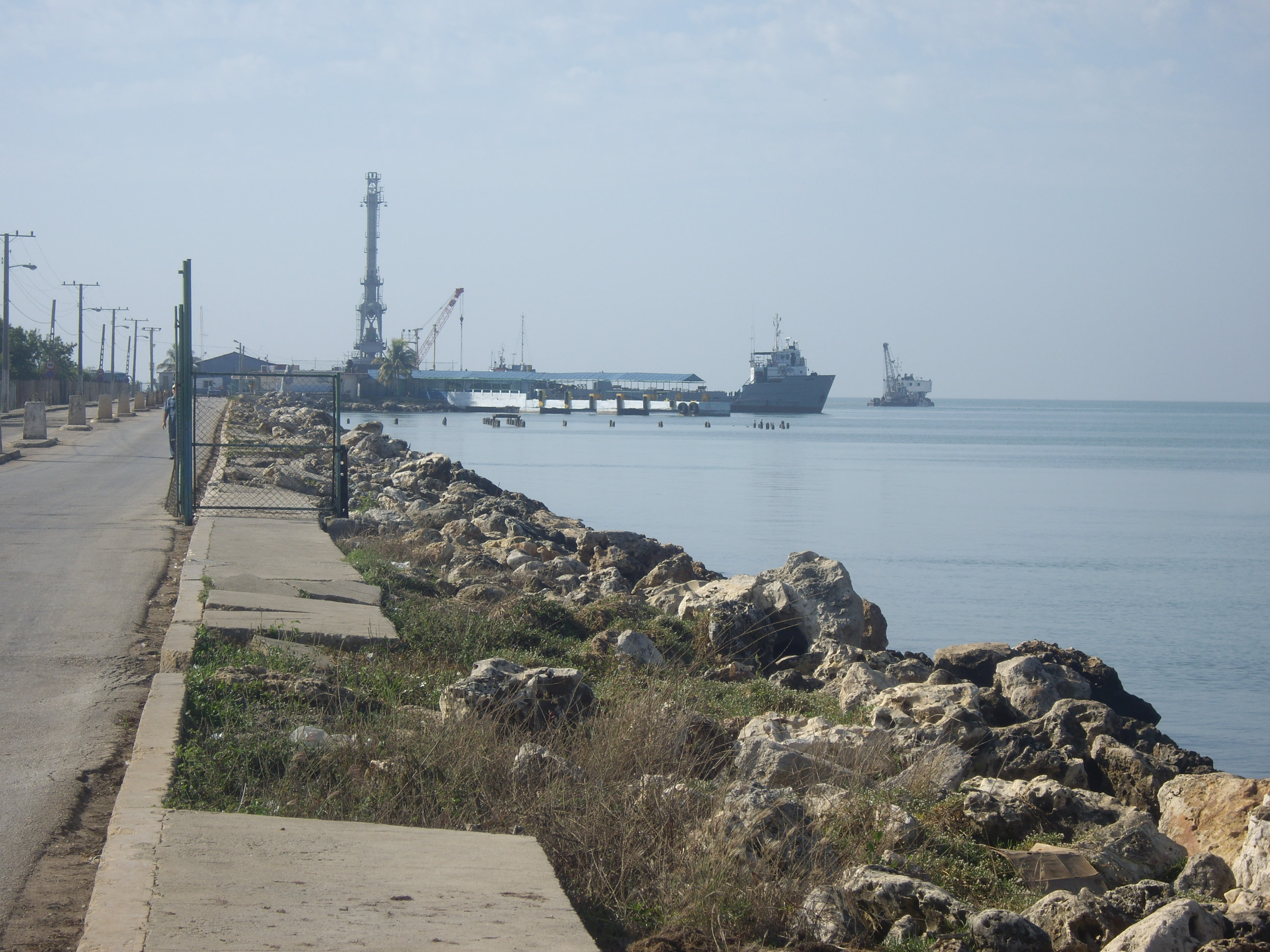
Puerto de Surgidero de Batabanó

La provincia es atravesada de oeste a este por las principales líneas férreas del país. El Ferrocarril Central pasa por Jaruco y Aguacate (municipio Madruga) uniendo estas poblaciones con La Habana y el resto del oriente del país. La Estación de Jaruco funge como la principal de la provincia y en ella se detienen los trenes nacionales. El Ferrocarril eléctrico de Hershey (único de su tipo en Cuba) comunica a La Habana (Casablanca) con Matanzas con un trazado paralelo a la costa norte entrando a la ciudad de Matanzas por el Valle de Yumurí y sirve de importante vía de comunicación para las áreas rurales del municipio de Santa Cruz del Norte (poblados de La Sierra, Camilo Cienfuegos (Hershey), Canasí y Jibacoa) y tiene ramales hasta los pueblos de Santa Cruz y Jaruco. El Ferrocarril Sur que parte de La Habana pasa por Bejucal, Quivicán, en Melena del Sur por Guara y Mañalich), Güines, San Nicolás, por Los Palos en Nueva Paz y prosigue por el sur de Matanzas hasta la ciudad de Cienfuegos. Constituye una alternativa al Ferrocarril Central y es la vía de acceso a la capital con menor pendiente lo cual permite aprovechar más efectivamente la tracción de las locomotoras. Un ramal del Ferrocarril Sur conecta con el puerto de Batabanó. Otro ramal importante une La Habana con Güines a través de la zona industrial del Cotorro y la capital provincial de San José de las Lajas. A pesar de la contracción de la industria azucarera subsisten aún redes ferroviarias cañeras que sirven los centrales azucareros Héctor Molina (San Nicolás) y Boris Luis Santa Coloma (Madruga).
Desde el punto de vista del transporte marítimo, el puerto de Batabanó es la principal vía de comunicación con la Isla de la Juventud y Cayo Largo del Sur, con tráfico de pasajeros y mercancías por transbordadores.

## Sitios turísticos

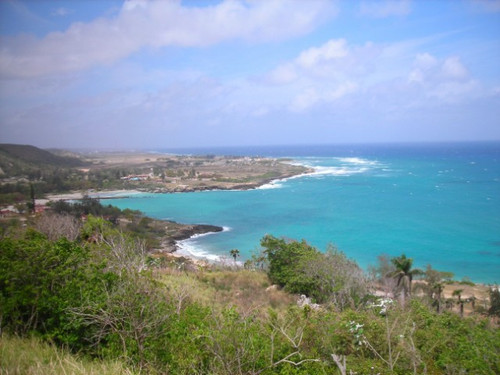
Playa de Jibacoa en Santa Cruz del Norte

Las playas de Jibacoa en la costa norte son la principal atracción turística de la provincia, con un paisaje típico de un mar azul profundo (corriente del Golfo) y de colinas rocosas costeras con varias instalaciones hoteleras (Hoteles Breezes Jibacoa y Villa Trópico) y bases de Campismo del Litoral Este de La Habana: Las Caletas, La Laguna, Peñas Blancas, Puerto Escondido, etc. También de alto valor paisajístico están la Vía Blanca que bordea la costa norte (mirador del puente de Bacunayagua) y las elevaciones de las Escaleras de Jaruco, que cuenta con un Hotel y base de Campismo.

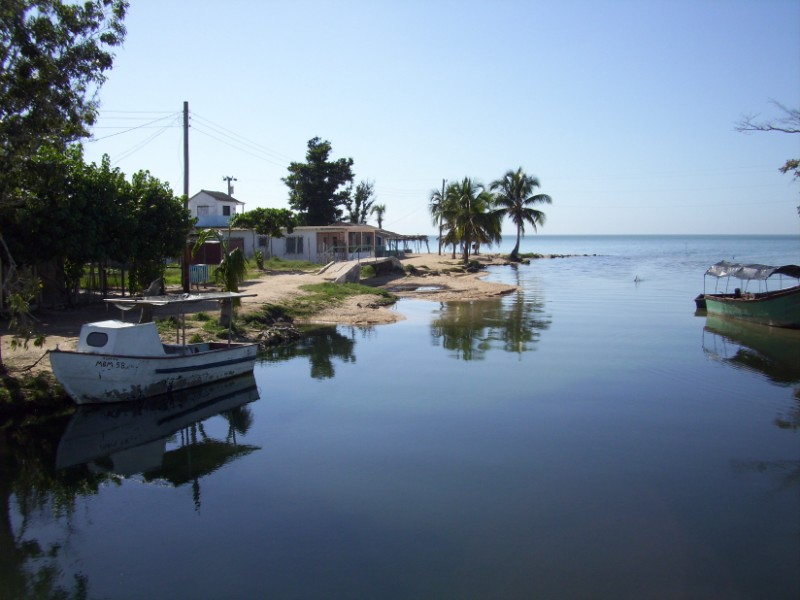
Desembocadura del Río Mayabeque en Melena del Sur

Las playas en la costa sur se caracterizan por tener sus aguas de tipo fangosas y poco profundas, la Playita de Batabanó, Playa Mayabeque, El Rosario y El Caimito son algunas de las zonas de disfrute del sur de la provincia. El Río Mayabeque tiene su principal desembocadura en la Playa Mayabeque lo cual es un atractivo para los visitantes a este lugar; sus aguas son frías y en ocasiones se tornan de un color rojizo debido a la vegetación de Mangle Rojo que rodea al río.

## Educación Superior, Ciencia y Salud
La Provincia cuenta con la Universidad Agraria de La Habana “Fructuoso Rodríguez” (antiguo ISCAH, Instituto Superior de Ciencias Agropecuarias de La Habana) con sede en San José de Las Lajas que forma profesionales de diversas especialidades con énfasis en perfiles agrarios de Agronomía, Mecanización Agrícola y Medicina Veterinaria, así como Ciencias Pedagógicas, entre otras.

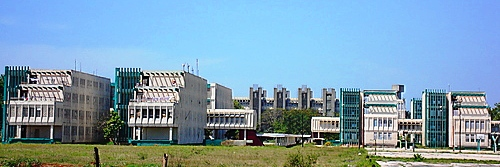
Universidad Agraria "Fructuoso Rodríguez" en San José de Las Lajas

La Provincia es líder en el país en las investigaciones científicas en el campo agropecuario con grandes instalaciones como el Centro Nacional de Sanidad Animal (CENSA), el Instituto de Ciencia Animal (ICA) el Instituto Nacional de Ciencias Agrícolas (INCA), radicados en San José de Las Lajas, así como el Instituto de Investigaciones en Hortalizas “Liliana Dimitrova” y la Unión de Investigación y Producción de la Celulosa del Bagazo (ambos en Quivicán). 
El Centro Nacional de Biopreparados (BIOCEN) con sede en Bejucal forma parte importante del pujante sector biotecnológico del país en el campo de la investigación-desarrollo y fabricación de vacunas y biofármacos. 
En Jaruco radica el centro de comunicaciones internacionales vía satélite de Cuba (Estación Terrena Caribe).
En el campo de la Salud, la Provincia cuenta con la Facultad de Ciencias Médicas de Mayabeque (antigua Facultad del Este de La Habana) con sede en Güines, que forma Médicos, Tecnólogos de la Salud y Licenciados en Enfermería y cuenta con cuatro Hospitales Docentes (General, Materno-Infantil y Psiquiátrico en Güines y Hospital General de San José de Las Lajas) además de Policlínicos docentes en todos los municipios.

## Deporte
La provincia cuenta con tradición y resultados destacados en el Béisbol. El Equipo de la antigua Provincia de La Habana (llamado también Vaqueros) que tuvo como sede principal el Estadio Nelson Fernández de San José obtuvo el campeonato nacional en la temporada 2008-2009 y se reconocía como el equipo con el mejor picheo de Cuba y con mayor aporte de lanzadores a la selección nacional. El nuevo equipo que representa a Mayabeque en la serie nacional a partir de 2011 lleva el sobrenombre de "Huracanes" y los colores del antiguo equipo Habana y tiene también como sede el mismo estadio. Hay también tradición ciclística y en Motocross en Güines. El Ajedrecista cubano más destacado de todos los tiempos (después de José Raúl Capablanca) es el güinero Leinier Domínguez con más de 2700 de ELO incluido entre los primeros 30 del mundo.

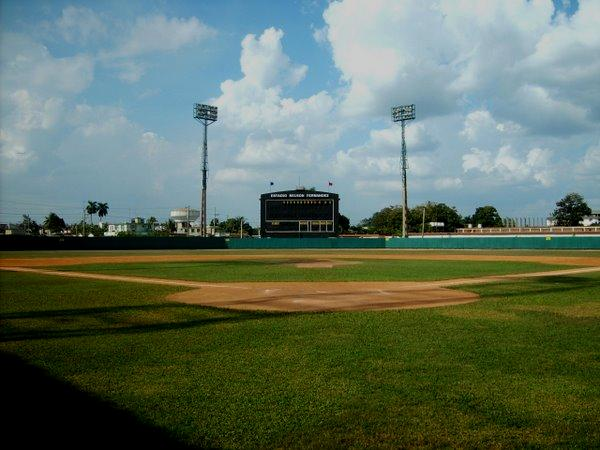
Estadio de béisbol Nelson Fernández en San José de las Lajas

Las principales instalaciones deportivas de la provincia son los estadios de Béisbol Nelson Fernández (San José) y Héroes del Mayabeque (Güines) y la Sala Polivalente de San José. 

## Cultura

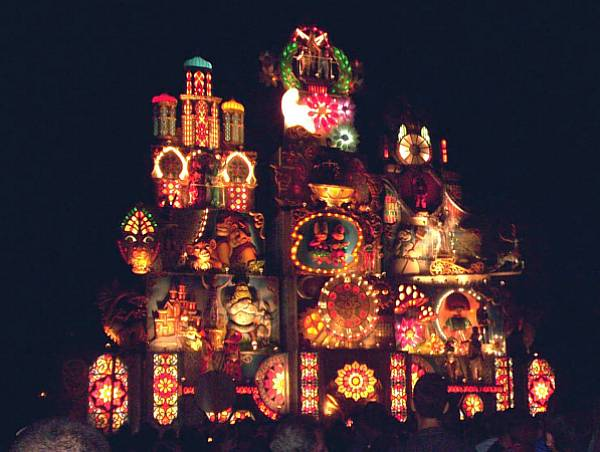
Carroza en las Charangas de Bejucal

El territorio alberga una amplia tradición cultural, que parte primeramente de la herencia afrocubana, notable en ciudades como Güines (verdadera capital cultural de territorio) y Bejucal. Las Charangas de Bejucal, es una de las tres fiestas populares tradicionales de más arraigo en el país (junto a las Parrandas de Remedios y los Carnavales de Santiago de Cuba). En las charangas que se celebran a finales de diciembre, compiten dos bandos: la “Ceiba de Plata" identificada con el color azul y el símbolo del alacrán y "La Espina de Oro" adoptando el color rojo y como símbolo el gallo. Cada bando construye carrozas típicas bellamente iluminadas (que a diferencia de otras fiestas, son fijas, o sea no están diseñadas para desfilar) portando un espectáculo original con hermosas bailarinas acompañadas por los célebres “Tambores de Bejucal”. El escenario tradicional de las Charangas es la plaza “Juan Delgado”.
Entre los artistas destacados del territorio resaltan Tata Güines, destacado percusionista afrocubano, natural de Güines, el afamado pianista, jazzista y compositor Chucho Valdés, natural de Quivicán, el reconocido compositor y pianista Antonio María Romeu(1876-1955), uno de los padres del danzón, nacido en Jibacoa (Santa Cruz del Norte) y el músico y poeta Adolfo Alfonso (Melena del Sur, 1924-2012), cultivador de la décima repentista y el Punto Guajiro. Otros intelectuales reconocidos son el escritor Félix Pita Rodríguez (Bejucal, 1909-1990) y el historiador Ramiro Guerra (Batabanó, 1880-1970).

## Religión
Al igual que en otras regiones de Cuba, la religión históricamente predominante es el cristianismo católico. En Mayabeque existen iglesias católicas en todas las cabeceras municipales, así como en una veintena de otros poblados. Las creencias cristianas suelen mezclarse con religiones sincréticas afrocubanas como la santería. 
Una de las festividades religiosas de mayor tradición es la fiesta de Santa Bárbara o Changó en Güines, que se celebra el 3 y 4 de diciembre. También proliferan varias denominaciones protestantes entre las iglesias evangélicas, adventistas, testigos de Jehová, la Bautista, Metodista y las Asambleas de Dios.

## Medios de comunicación social
En el territorio de la nueva provincia existen cuatro emisoras de radio: la emisora provincial Radio Mayabeque (antigua Radio Güines), así como las territoriales, Radio Camoa (San José de las Lajas), Radio Jaruco y la Voz del Litoral (Santa Cruz del Norte); el telecentro provincial Tele Mayabeque y los telecentros municipales Güines TV y Tele Mar (Santa Cruz del Norte).
El periódico provincial Mayabeque mantiene una tirada impresa semanal y una versión en internet.

## Órganos de gobierno
Cuando fue constituida la provincia el 9 de enero del 2011 se estructuran la Asamblea Provincial del Poder Popular, con nuevas adecuaciones al igual que la vecina Artemisa y con diferencias al resto del país, en forma de "estructura experimental" en la cual se separaban las funciones del Presidente de la Asamblea Provincial y las del Presidente del Consejo de Administración Provincial.
Cuando se implementa la nueva Constitución de la República en el 2019, la provincia adopta la estructura establecida en la constitución, creándose el Gobierno Provincial del Poder Popular, encabezado por un Gobernador, además de un Vicegobernador y asistido por un Consejo Provincial, conformado por los Presidentes de las Asambleas Municipales y los Intendentes Municipales; desapareciendo la Asamblea Provincial.

#### Presidentes de la Asamblea Provincial del Poder Popular (desde 2011).
- Armando Cuéllar Domínguez
- Tamara Valido Benítez

#### Gobernador y Vicegobernador Provincial (desde 18-1-2019)
Gobernador
- Tamara Valido Benítez

Vicegobernador
- Manuel Aguiar Lamas

## Símbolos de la provincia

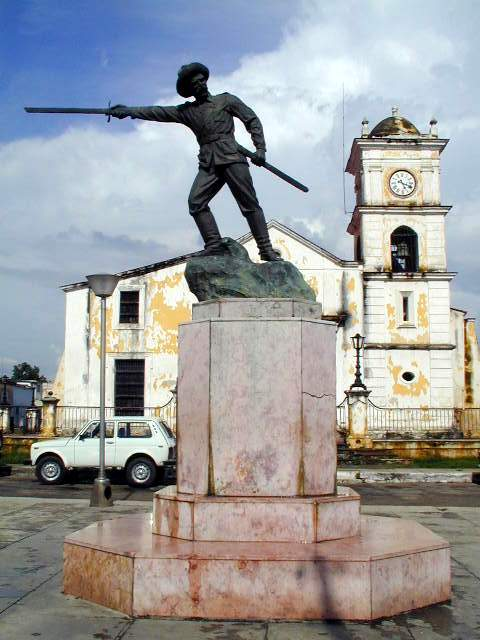
Monumento al Coronel Juan Delgado en la plaza del mismo nombre en Bejucal

El Escudo: Conserva en general la forma y varios atributos del escudo de la antigua Provincia de La Habana, creado en 1919. Le sirven de soporte los mismos atributos del escudo nacional: un haz de 11 varas que simboliza la unión de los cubanos en la lucha por la libertad y que coincide con el número de municipios que conforman la provincia, coronado por un gorro frigio de color rojo sangre con la estrella solitaria, como muestra del carácter independiente y soberano de Cuba. Orlan el escudo ramas de encina y laurel, en alusión a la fortaleza y la victoria. Presenta por figuras de armería, una llave de oro en jefe que es símbolo de seguridad, fe y confianza, también que guarda la entrada a la capital del país. Al centro, una abeja también de oro, que significa concordia, laboriosidad, previsión, orden, método, ciencia, trabajo e industria. El campo del escudo es rojo marrón, representando los suelos ferralíticos más productivos del país.
Patriota insigne: Coronel Juan Delgado, natural de Bejucal. Se distinguió en el rescate del cadáver del General Antonio Maceo, caído en combate en San Pedro, Bauta, el 7 de diciembre de 1896, y cuyo cuerpo cayó en poder de los españoles. Es suya la frase célebre “¡El que tenga c... y se sienta cubano, que me siga!”. Tiene un monumento en el Parque Juan Delgado de Bejucal.

## Críticas y Controversias
El proyecto original de división de la Provincia de La Habana incluía el traspaso a la nueva provincia de Mayabeque (específicamente al municipio San José) de los barrios o Consejos Populares de Cuatro Caminos (actualmente perteneciente al municipio Cotorro en Ciudad de La Habana) y Campo Florido (municipio Habana del Este, Ciudad de La Habana), así como los territorios al sur del Ferrocarril Central de los Consejos Populares de Minas-Barreras y Bacuranao-Peñalver (Guanabacoa, Ciudad de La Habana) que incluyen los pequeños poblados de Peñalver y Arango. Estos territorios son mayormente rurales, aunque suman cerca de 21 000 habitantes. El argumento principal fue fomentar el uso agrícola de las tierras y la producción de alimentos. No obstante, entre los objetivos económicos y sociales que residen en esos territorios se encuentran el llamado “Combinado del Este”, principal prisión de la capital, la Escuela de Iniciación Deportiva “Mártires de Barbados” (EIDE) de carácter provincial, canteras de áridos de Guanabacoa e instalaciones industriales en Cuatro Caminos.
El proyecto encontró inconformidad entre la población y organizaciones sociales de estos territorios cuando fue sometido a consultas populares, según fue reconocido en la Asamblea Nacional debido presumiblemente a la falta de identificación con San José y con la nueva provincia Mayabeque, en general; además de las dificultades de acceso por falta de rutas directas de transporte público en el caso de Campo Florido. Ambos poblados habían pertenecido anteriormente, entre 1963 y 1976, al Regional San José. Siguiendo el criterio popular mayoritario, la ley aprobada excluyó ambos territorios, que mantuvieron su estatus dentro de la capital.
Otras discrepancias surgieron en cuanto al nombre de la nueva provincia, particularmente en los territorios no vinculados históricamente con la región del Mayabeque y más alejados de su área central, por ejemplo, Bejucal, Quivicán y Santa Cruz del Norte. Muchos preferían el nombre de la cabecera (San José de las Lajas), al igual que la mayor parte de las provincias cubanas, y otros proponían aludir al toponímico Habana (por ejemplo Habana Sureste o Habana del Sur, San José de La Habana), con el cual se mantiene una profunda identificación histórica, fundada en las estrechas relaciones económicas y sociales con la capital tradicional del territorio y del país. Además porque el toponímico Habana, de origen indígena, es anterior a la ciudad y se empleaba para denominar una comarca amplia. La ciudad misma de La Habana tomó el nombre por el de la comarca y su sitio fundacional estuvo situado en la actual Mayabeque. Al mismo tiempo, otros reclamaron la celebración de una consulta popular más amplia para elegir el nombre de la provincia. No obstante, la propuesta oficial insistió en la elección de un nombre autóctono o “propio” del lugar (es decir diferente de “Habana”, que suele asociarse, en primer lugar, con la ciudad) y que guardara relación con varios municipios como elemento aglutinante y no solo con uno de ellos. Mayabeque tendría también como argumentos a favor su origen indígena como elemento de reafirmación de la identidad cubana (es la cuarta provincia con nombre aborigen, junto con La Habana, Camagüey y Guantánamo) y el precedente de su uso para designar una región amplia de la nueva provincia. También como toponímico de identificación tradicional de la ciudad de Güines, mayor ciudad del territorio y segundo municipio de mayor población después de San José de las Lajas. Estos elementos contribuirían a la afirmación de una identidad cultural local, diferente a la de la ciudad de La Habana, congruente con la división político-administrativa en una provincia separada. De acuerdo a las palabras del reconocido intelectual Miguel Barnet Diputado y Presidente de la Unión de Escritores y Artistas de Cuba (UNEAC), expresadas en la discusión de esta Ley en la Asamblea Nacional en agosto del 2010, es importante colocar al hombre y la mujer de los territorios afectados en el centro de los procesos identitarios, respetando las tradiciones y raíces históricas.
La elección de la capital entre las ciudades San José de las Lajas y Güines ha sido también un elemento controversial. Güines es aún la ciudad más poblada (40 855 habitantes, aunque con tendencia a decrecer) y con mayor prominencia histórica e influencia cultural en la región sureste de La Habana. No obstante, San José es el municipio de mayor extensión y más poblado, con un dinámico desarrollo poblacional sostenido (el de mayor crecimiento relativo y absoluto en la antigua provincia de La Habana entre 1976 y 2010: 48.2%) y fue el principal centro económico e industrial de la antigua provincia y de la actual Mayabeque (producción mercantil estimada en 260 millones de pesos –CUP- en 2008, 28.8% de la correspondiente al territorio de la provincia Mayabeque). También cuenta con la única Universidad de la provincia (Universidad Agraria Fructuoso Rodríguez) y un destacado desarrollo científico a escala nacional, atributos importantes para la capitalidad.
Desde el punto de vista geográfico, San José está situado más centralmente que Güines en la nueva provincia Mayabeque con mejores comunicaciones por carretera con todos los municipios. El promedio de distancias a las cabeceras municipales es de 30 km y ninguna cabecera municipal está más cerca del centro de la ciudad de La Habana, que de San José. Para una buena parte de los municipios, la ciudad de San José se encuentra directamente en la vía que los une a la capital del país (Güines, San Nicolás, Nueva Paz, Madruga, Jaruco).
Por último, aunque la Provincia de La Habana no contaba con una capital oficial en su territorio, San José fue asumida como cabecera “oficiosa” para muchos eventos políticos y sociales de carácter provincial, sirviendo también de sede al equipo de béisbol Habana y a otros eventos deportivos nacionales e internacionales, y como asiento de varios organismos y empresas provinciales. San José ha fungido como cantera de cuadros técnico-profesionales y políticos para toda la provincia y se ha convertido en un centro de atracción natural, lo cual facilitaría su funcionalidad como capital político-administrativa de Mayabeque.